# 科瓦赤·伊斯特万
科瓦赤·伊斯特万（匈牙利語：Kovács István；1911年10月24日—2011年12月23日），是匈牙利共产党中央政治局委员、组织部部长，匈牙利副总统、轻工业部长。